# Giacomo il Maggiore
Giacomo il Maggiore, detto anche Giacomo di Zebedeo (Betsaida, ... – Gerusalemme, 44), fa parte del gruppo dei dodici apostoli di Gesù, secondo quanto riportato dai Vangeli e dagli Atti degli Apostoli. È detto «Maggiore» per distinguerlo dall'apostolo omonimo, Giacomo di Alfeo, detto «Minore». C'è poi un terzo Giacomo, detto "il fratello di Gesù" o "il fratello del Signore", che qualcuno fa coincidere con Giacomo di Alfeo il Minore; ma la questione è molto dibattuta.
Figlio di Zebedeo e di Salome, era il fratello di Giovanni apostolo; secondo i vangeli sinottici Giacomo e Giovanni erano assieme al padre sulla riva del lago quando Gesù li chiamò per seguirlo. Stando al Vangelo secondo Marco, Giacomo e Giovanni furono soprannominati da Gesù Boanerghes, «figli del tuono», Giacomo fu uno dei tre apostoli che assistettero alla trasfigurazione di Gesù. Secondo gli Atti degli Apostoli fu il primo apostolo martire e fu messo a morte dal re Erode Agrippa I.
È venerato da tutte le Chiese cristiane che riconoscono il culto dei santi.

## Agiografia

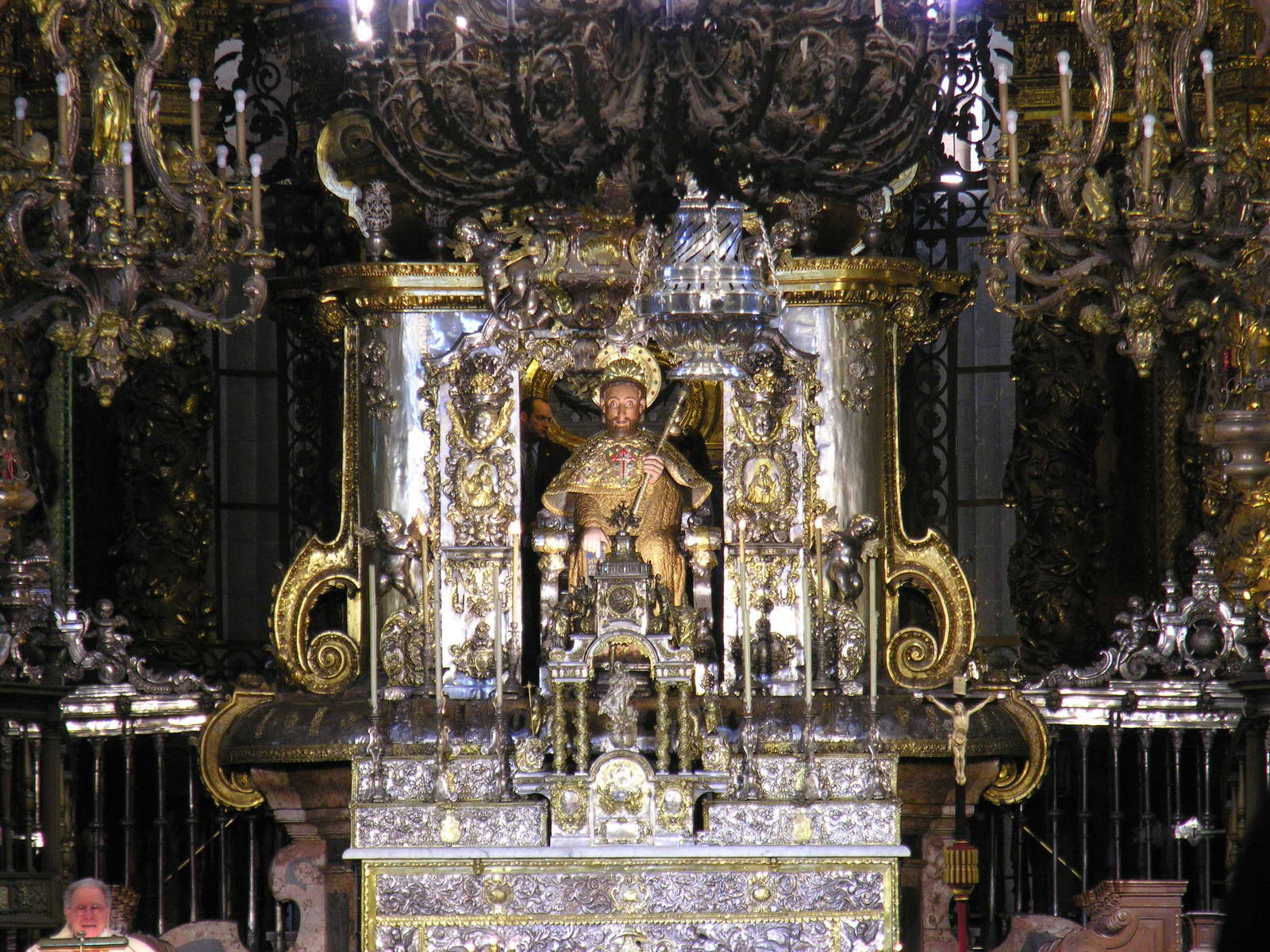
L'interno della Cattedrale di Santiago di Compostela, con l'altare di San Giacomo.

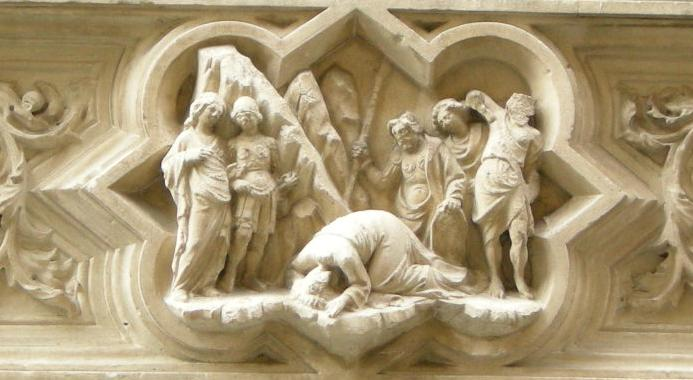
Niccolò di Piero Lamberti, Decollazione di san Jacopo, Firenze, Orsanmichele

### Fonti storiche
Non esistono riferimenti archeologici diretti (come epigrafi) certi alla vita e all'operato di Giacomo, e nemmeno riferimenti diretti in opere di autori antichi non cristiani. Le fonti testuali pervenuteci sono di due tipi:
- i testi del Nuovo Testamento, in particolare i quattro vangeli canonici e gli Atti degli apostoli. Redatti in greco tra il I secolo e la prima metà del II, contengono gli unici riferimenti diretti alla vita di Giacomo.
- alcuni accenni contenuti negli scritti di alcuni Padri della Chiesa.

Al pari degli altri personaggi neotestamentari, la cronologia e la vita di Giacomo non ci sono note con precisione. I testi evangelici lo indicano come un fedele seguace del maestro, ma il periodo precedente e seguente alla sua partecipazione al ministero itinerante di Gesù (probabilmente 28-30, vedi data di morte di Gesù) è ipotetico e frammentario.
Boanerghes (Βοανηργες) è il soprannome aramaico che, secondo Mc 3,17, Gesù stesso diede a Giacomo e suo fratello Giovanni. Secondo lo stesso passo evangelico significa "figli del tuono". In realtà il significato del termine non è immediato, in quanto la resa greca dell'aramaico non è perfetta. La prima parte (βοανη, boanè) può corrispondere al plurale aramaico-ebraico בני (b enè), "figli di" (al singolare sarebbe bar, vedi Barabba). Per la seconda parte (ργες) è stata ipotizzata un'errata lettura da un manoscritto aramaico, precedente alla redazione evangelica in greco, del termine r'm ("tuono") nell'evangelico r's (ργες), data la somiglianza tra la mem finale ם (quadrata) e la samech ס (tondeggiante). In questo caso l'epiteto viene collegato al temperamento focoso dei due fratelli (vedi in particolare Mc 9,38; Mc 10,35-40; Lc 9,54), oppure può riferirsi al fatto che, nelle teofanie dell'Antico Testamento (p.es. Es 19,16; Sal29,3), il tuono indica la voce di Dio: in tal senso "figli del tuono" indicherebbe la missione dei due fratelli di annunciatori della parola di Dio. Un'interpretazione diversa ipotizza altre radici semitiche come רגש (ragàsh), "tumulto", oppure רגז (ragàz), "ira", "turbamento". In tal senso, è stato ipotizzato che il nome fosse riferito ai fratelli per un'ipotetica loro appartenenza al movimento nazionalista zelota.

### La vita
Giacomo è probabilmente nato a Betsaida, località della Galilea situata sul lago di Genesaret.; era pescatore insieme al padre, Zebedeo; si ritiene che sua madre fosse Salome, una delle donne testimoni della crocifissione di Gesù sul Golgota. Giacomo aveva almeno un fratello, Giovanni. Sempre rimanendo nel campo delle ipotesi, si può supporre che la famiglia di Giacomo appartenesse al ceto medio, in quanto dedito alla florida attività della pesca con tutta la sua famiglia e con operai al servizio. Sua madre forse faceva parte del seguito di agiate donne che provvedevano alle necessità economiche del gruppo itinerante (Lc 8,2-3). Il fatto che nelle liste stereotipate degli apostoli nei sinottici (ma non negli Atti) Giovanni segua Giacomo, o che quest'ultimo venga spesso indicato come "figlio di Zebedeo", mentre Giovanni sia indicato come suo fratello, può lasciare concludere che Giacomo fosse il fratello maggiore. 
Giovanni e Andrea furono, secondo il quarto vangelo (scritto, secondo la tradizionale identificazione cristiana, dallo stesso Giovanni di Zebedeo), i primi discepoli di Gesù, che essi seguirono dopo che Giovanni Battista lo aveva indicato loro come il Messia (Gv 1,35-44). Il loro incontro avvenne subito dopo il battesimo di Gesù, all'inizio dell'attività pubblica del Maestro. Ai due si unì subito dopo Simone, detto Pietro (Gv 1,42), fratello di Andrea.
Il solo Luca (9,51-56) riporta un episodio che sottolinea il carattere focoso dei due fratelli Giacomo e Giovanni. Un villaggio samaritano (ebrei considerati scismatici) aveva rifiutato ospitalità a Gesù e i figli di Zebedeo propongono la sua distruzione tramite un "fuoco discendente dal cielo" (vedi l'omologo episodio di Elia in 2Re 1,2-15), attirandosi il rimprovero del Maestro.
Sia Matteo (Mt 20,20-23), che introduce l'intermediazione della madre, sia Marco (10,35-40) riportano un episodio che indica il carattere ambizioso dei due fratelli. Questi avevano probabilmente una visione molto terrena del Regno predicato da Gesù e si aspettavano, in quanto particolarmente favoriti tra i suoi seguaci, un ruolo privilegiato in esso. Alla richiesta Gesù risponde evasivamente con l'assicurazione che "berranno il suo calice", cioè che gli saranno associati nella sofferenza e nel martirio. Giacomo verrà effettivamente martirizzato attorno al 44 (At 12,1-2).
Insieme agli altri apostoli, Giacomo e Giovanni accompagnarono Gesù durante la sua vita pubblica, e alcuni episodi mostrano come Giacomo facesse parte della cerchia dei tre più fidati. Con Pietro e Giovanni fu testimone della trasfigurazione, della resurrezione della figlia di Giairo e dell'ultima notte di Gesù al Getsemani. Come appare evidente, sono tre situazioni molto diverse: in un caso, Giacomo e gli altri due apostoli sperimentano in modo diretto la gloria del Signore, vedendolo a colloquio con Mosè ed Elia; in occasione della resurrezione della figlia di Giairo, assistette ad uno dei miracoli più toccanti compiuti dal Maestro e ancora, al Getsemani, si trovò di fronte alla sofferenza e all'umiliazione di Gesù.
Una tradizione risalente almeno a Isidoro di Siviglia narra che Giacomo andò in Spagna per diffondere il Vangelo. Se questo viaggio avvenne (del viaggio di Giacomo in Spagna si parla pure nelle rivelazioni della venerabile María di Ágreda e della beata Anna Caterina Emmerick), fu seguito da un ritorno dell'apostolo in Giudea, dove, agli inizi degli anni quaranta del I secolo il re Erode Agrippa I «cominciò a perseguitare alcuni membri della Chiesa, e fece uccidere di spada Giacomo fratello di Giovanni». Giacomo fu il primo apostolo martire.
Il Nuovo Testamento conosce, oltre a Giacomo di Zebedeo e a Giacomo di Alfeo, un altro Giacomo, detto "il Giusto" o "il fratello del Signore", esponente di spicco della chiesa di Gerusalemme; una tradizione cattolica identifica Giacomo di Alfeo, detto il Minore, con Giacomo il Giusto, ma molti studiosi li distinguono. 
Giacomo il Giusto è considerato dalla critica più recente come l'autore dell'omonima Lettera di Giacomo, nonché tenace difensore dell'elemento giudaizzante all'interno della comunità protocristiana. Il libro degli Atti degli Apostoli parla di questo Giacomo come di una colonna della chiesa assieme a Giovanni e Cefa. A lui, l'autore degli Atti attribuisce il discorso con cui vengono risolte le controversie di Antiochia e Gerusalemme. La lettera apostolica che la chiesa gerosolimitana invia a tutte le comunità viciniori riporta testualmente il contenuto del discorso di Giacomo, con il quale si definisce cosa bisogna esigere dagli etnico-cristiani perché sia possibile ai giudeo-cristiani frequentarli senza contrarre impurità legale.

## Il culto

La croce di san Giacomo, che è anche l'emblema dell'omonimo Ordine.

Dopo la decapitazione, secondo la Legenda Aurea, i suoi discepoli trafugarono il suo corpo e riuscirono a portarlo sulle coste della Galizia, sbarcando nel luogo dove ora sorge la piccola città di Padrón, risalendo il rio Ulla, onde trovare un approdo sicuro (il pilone al quale venne legata la barca è una reliquia ora custodita all'interno della chiesa a lui dedicata in città). Si inoltrarono poi nell'entroterra fino a scegliere un luogo di sepoltura. 
Il sepolcro contenente le sue spoglie sarebbe stato scoperto nell'anno 830 dall'anacoreta Pelagio in seguito ad una visione luminosa. Il vescovo Teodomiro, avvisato di tale prodigio, giunse sul posto e scoprì i resti dell'apostolo. Dopo questo evento miracoloso il luogo venne denominato campus stellae ("campo della stella") dal quale deriva l'attuale nome di Santiago di Compostela, il capoluogo della Galizia. Eventi miracolosi avrebbero segnato la scoperta dell'Apostolo, come la sua apparizione alla guida delle truppe cristiane della Reconquista nell'840, durante la battaglia di Clavijo e in altre imprese belliche successive, le cui vittorie sui musulmani gli meritarono nell'immaginario popolare il soprannome di Matamoros (Ammazza-mori), che dall'Alto Medioevo perdurò nei secoli seguenti.
La tomba divenne meta di grandi pellegrinaggi nel Medioevo, tanto che il luogo prese il nome di Santiago (da Sancti Jacobi, in spagnolo Sant-Yago) e nel 1075 fu iniziata la costruzione della grandiosa basilica a lui dedicata.
Il pellegrinaggio a Santiago, lungo preferibilmente il suo Cammino, divenne uno dei tre principali pellegrinaggi della Cristianità medievale. Gli altri erano quelli che portavano a Gerusalemme, al Santo Sepolcro, e a Roma, alla tomba dell'apostolo Pietro, facendo assurgere la figura del vescovo di Santiago al livello delle più importanti figure della Cristianità.
Nel 1879 le ossa furono rinvenute sotto l'abside nel contesto di una vasta campagna di scavi commissionata dal cardinale arcivescovo Miguel Payá y Rico. Papa Leone XIII fidò l'esame dei risultati ad una commissione istituita allo scopo e confermò l'autenticità della reliquia con decreto del 25 luglio 1884. Il primo novembre 1884 pubblicò la lettera apostolica Deus Omnipotens in cui esprimeva la sua gioia per tale ritrovamento. 
Nella Chiesa cattolica san Giacomo il Maggiore è festeggiato il 25 luglio.

## Patronati
Oltre a essere il santo patrono della Spagna e della Galizia, san Giacomo il Maggiore è il patrono di moltissime località, tra le quali i seguenti comuni e frazioni italiane:
- Agliano Terme
- Alpignano
- Altopascio
- Averara
- Azzano d'Asti
- Balangero
- Banchette
- Battaglia Terme
- Bellagio
- Beinasco
- Bergamasco
- Bonvicino
- Bianchi
- Borgo San Giacomo
- Brandizzo
- Brugnera
- Caltagirone
- Calvizzano
- Camaro Superiore
- Capizzi
- Caravino
- Casalnuovo di Napoli
- Cassine
- Cesenatico
- Chiuro
- Cicala
- Civitella San Paolo
- Comitini
- Gallicano
- Comabbio
- Fagagna
- Filetto
- Fossalta
- Furore
- Fuscaldo
- Galati Mamertino
- Gavi
- Gratteri
- Gremiasco
- Gromo
- Guarene
- Isola della Scala
- Ittireddu
- Noragugume
- La Loggia
- Langhirano
- Lauria
- Lepreno

- Massarosa
- Monasterolo Casotto
- Monte San Giacomo
- Nughedu Santa Vittoria
- Nuraxinieddu
- Orosei
- Ospitaletto
- Pasian di Prato
- Perdaxius
- Perdifumo
- Pettinengo
- Pietrapertosa
- Pistoia
- Polesine
- Pollena Trocchia[36]
- Ponte dell'Olio
- Pontida
- Porto Azzurro
- Prata di Principato Ultra
- Prata di Pordenone
- Predazzo
- Puglianello
- Reggello
- Rigolato
- Rio nell'Elba
- Riolunato
- Rivarolo Canavese
- Rocca Grimalda
- Salasco
- Sambuca Pistoiese
- Sambuca Val di Pesa
- San Giacomo degli Schiavoni
- San Giacomo
- Sandon
- Saviano
- Sedrina
- Soleminis
- Soriso
- Spino d'Adda
- Terranova dei Passerini
- Toleto
- Tovo San Giacomo
- Urbe
- Valenza
- valle Serina
- Villarosa
- Zibido San Giacomo